# Николае Бацария
Николае (Кола) Константин Бацария (на румънски: Nicolae Constantin Batzaria; на арумънски: Nicolae Constantin Batzaria, фамилията му се среща и като: Besaria, Basarya, Bațaria и Bazaria), известен и под псевдонимите Н. Мачедоняну, Мош Нае, Мош Ене и Али Баба (N. Macedoneanu, Moș Nae, Moș Ene и Ali Baba), е османски и румънски политик и румънски и арумънски писател и публицист.

## Биография

### Ранни години
Бацария е роден на 20 ноември 1874 година във влашко семейство в смесения българо-влашки македонски град Крушево, тогава в Османската империя, в голяма фамилия, разпръсната в Анатолия, Египет и Румъния. Начално училище завършва в Крушево, където му преподава Стерие Космеску, а след това учи в Румънския лицей в Битоля, който завършва в 1891 г. След това учи във Филологическия и Юридическия факултет на Букурещкия университет, но поради финансови трудности не успява да завърши. В Букурещ Бацария попада под силното влияние на теоретика на румънския национализъм Николае Йорга, който чете лекциите му по история през първата година на Бацария в университета. Той споделя убеждението на Йорга, че арумъните не са изолиран балкански етнос, а са част от голямата румънска общност. Както самият той обяснява:
| „ | румънският народ [е] единно и неделимо тяло, без значение в кой регион се е заселил по стечение на историческите обстоятелства | “ |

а „македонските румъни“ представляват „най-далечната клонка на румънското дърво“.

### В Османската империя
Бацария се звръща в Османската империя и работи като учител и директор на началното румънско училище в родното си Крушево. След това преподава в Янинския румънски лицей и в Битолския румънски лицей, на който по-късно е директор.
Бацария пише изключително активно в румънските периодични издания както на арумънски, така и на румънски език. Негови трудове се появяват на страниците на „Семънъторул“, особено по време на директорството на Николае Йорга. Публикува в „Адевърул“, „Диминяца“, „Флакъра“, Архива, Овидиу, „Гъндул Ностру“, „Вяца Ромъняска“ и „Нямул Ромънеск“.
Пише също така и в арумънските издания, като например започналия да излиза в 1893 година „Пенинсула Балканика“ - като описва арумъните като субгрупа на румънския етнос. Подписът на Бацария се среща и в издания като „Мачедония“ (1901), „Ревиста Мачедонией“ (1905 - 1906), „Екоул Мачедонией“ (1903 - 1906), в годишниците на Обществото за македонорумънска култура, както и в „Курие де Балкан“ (1904 – 1911) на Николае Папахаджи.
В 1901 година основава и издава в Битоля, а по-късно в Солун, списанието „Фръцилия“ (1901 - 1903), което излиза на арумънски език. В същата година издава първия си труд - сборника с народни анекдоти Пъръвулии (Părăvulii). През януари 1903 година в Битоля основава списанието „Лумина“, списвано главно на румънски език, и смятано за най-доброто арумънско списание, тъй като в него пишат многобройни румънски интелектуалци. Материалите си в него Бацария подписва като Н. Мачедоняну (N. Macedoneanu). Списанието публикува културни и политически информации, модели на училищни уроци, проза и поезия. В него публикуват материали на арумънски и водещи фигури на арумънската култура като Марку Беза, Георге Мурну, Нуши Тулиу и Нида Бога.
През март 1903 година Бацария основава и издава букурещкия вестник „Ромънул де ла Пинд“ (1903 - 1912). Вестникът е антигръцки настроен, като смята, че куцовлашкият елемент в Македония не е заплашен от българизация, освен незначителен брой власи номади, и поради тази причина Румънската пропаганда в Македония и Вътрешната македоно-одринска революционна организация са естествени съюзници в борбата за автономия на Македония. Определя българската организация като искрено работеща в това направление, а Гръцката въоръжена пропаганда в Македония, като инструмент на Гърция за елинизация на областта. В 1906 година става директор на литературното списание „Граю Бун“ (1906 - 1907), в което също се подписва като Н. Мачедоняну. Бацария е редактор на излизащия в Солун през 1908 - 1909 г. вестник на арумънски език „Дещептаря“.
Бацария, подобно на много балкански интелектуалци от епохата, е полиглот – освен родния му арумънски и родствения румънски, говори турски, гръцки, български, сръбски и френски. Литературният критик и мемоарист Барбу Чьокулеску, приятел на Бацария от детство, си спомня, че арумънският журналист говори „всички балкански езици“ и „отличен румънски“ с „крехък“ акцент. Българският на родения в Македония Бацария е отличен. Охридчанинът Петър Карчев пише за него:
| „ | Във важни за националното самоопределение на македонските българи моменти той се беше проявявал в благоприятен за нас смисъл, макар че не са липсвали в неговата дейност и някои враждебни актове спрямо българското културно-просветно движение в бивша Турция. | “ |

Като учител и инспектор на румънските училища в Османската империя, Бацария се занимава с журналистика в началото на XX век и се присъединява към нелегалното младотурско движение, служейки като негова връзка с румънските организации в империята. Победоносната Младотурска революция в 1908 година изкарва Бацария във върховете на османската политика, като му осигурява място в Османския сенат и министерски пост по време на управлението на тримата паши. Избран е за депутат и на изборите в 1908 и на изборите в 1912 година и в продължение на осем години като представител на арумъните в Османския парламент от младотурската партия Комитет за единство и прогрес. В 1913 година е министър и е делегат на преговорите за Лондонския мир. Поради обвързването на страната с Германия в Първата световна война и нарастващия турски национализъм на младотурския режим Бацария напуска империята и се установява в Румъния.

### В Румъния
След 1920 година емигрира в Румъния и става сенатор. В Румъния започва да пише обилно жанрова литература и детка литература. Заедно с комикс художника Марин Йорда Бацария създава Хапля, един от най-популярните герои на ранния румънски комикс. Бацария също така събира и преразказва приказки от различни фолклорни традиции, публикува оригинални новели за юноши, както и спомени за живота и дейността си в Македония. Бацария е член на румънския сенат за един мандат, част е от редакцията на левите издания „Адевърул“ и „Диминяца“, както и основател на детското приложение на „Диминяца“, преди да премине в десния „Универсул“. 
На 6 май 1924 година Бацария пише в „Диминяца“:
| „ | Доказано е, че не се среща нито един сърбин в Македония, и че славянското население от тази земя принадлежи на българската раса по език, а което е по-важно и по чувства. От друга страна в Черна Гора, в Хърватско, Словения, Босна и Далмация, с една дума, във всички области окупирани отъ сърбите след европейската война, действията на революционерите са в пълен разгар вследствие деянията, инспирирани на сръбските власти от техния шовинизъм и тяхната нетолерантност. Жителите на всички тези области са третирани от управниците в Белград като подчинени, а не като свободни поданици. Всички тези причини правят така, че един плебисцит би бил равен на смъртта на Югославия. | “ |

По време на комунистическия режим след 1944 година Бацария е арестуван. Умира в лагера Генча в 1952 година.

## Творчество
Бацария е плодовит автор на проза и поезия на арумънски и румънски език, записва и арумънско народно творчество. Една от централните теми в литературните му творби е миналото на арумъните. Публицистичните му творчество е посветено главно на културно-националните проблеми на арумъните. В статиите си Бацария е последователен противник на гръцката пропаганда сред македонските власи и се бори за тяхната еманципация сред останалите народи, населяващи Македония – гърци, българи, сърби, евреи и други.
През 1927 година по сценарий на Бацария е заснет филмът „Хапля“.